# Cropia rivulosa
Cropia rivulosa là một loài bướm đêm trong họ Noctuidae.